# Thénorgues
 Thénorgues  es una población y comuna francesa, en la región de Champaña-Ardenas, departamento de Ardenas, en el distrito de Vouziers y cantón de Buzancy.
Está integrada en la Communauté de communes de l'Argonne Ardennaise.

## Demografía
| 212 | 250 | 250 | 242 | 260 | 282 | 257 | 271 | lac. | lac. | 289 | 289 | 287 | 272 | 269 | 233 | 247 | 202 | 220 | 212 | 155 | 165 | 153 | 161 | 114 | 121 | 113 | 112 | 98 | 82 | 85 | 85 | 96 |
| Para los censos de 1962 a 1999 la población legal corresponde a la población sin duplicidades (Fuente: INSEE [Consultar]) |     |     |     |     |     |     |     |      |      |     |     |     |     |     |     |     |     |     |     |     |     |     |     |     |     |     |     |    |    |    |    |    |